# Unwerth (Adelsgeschlecht)

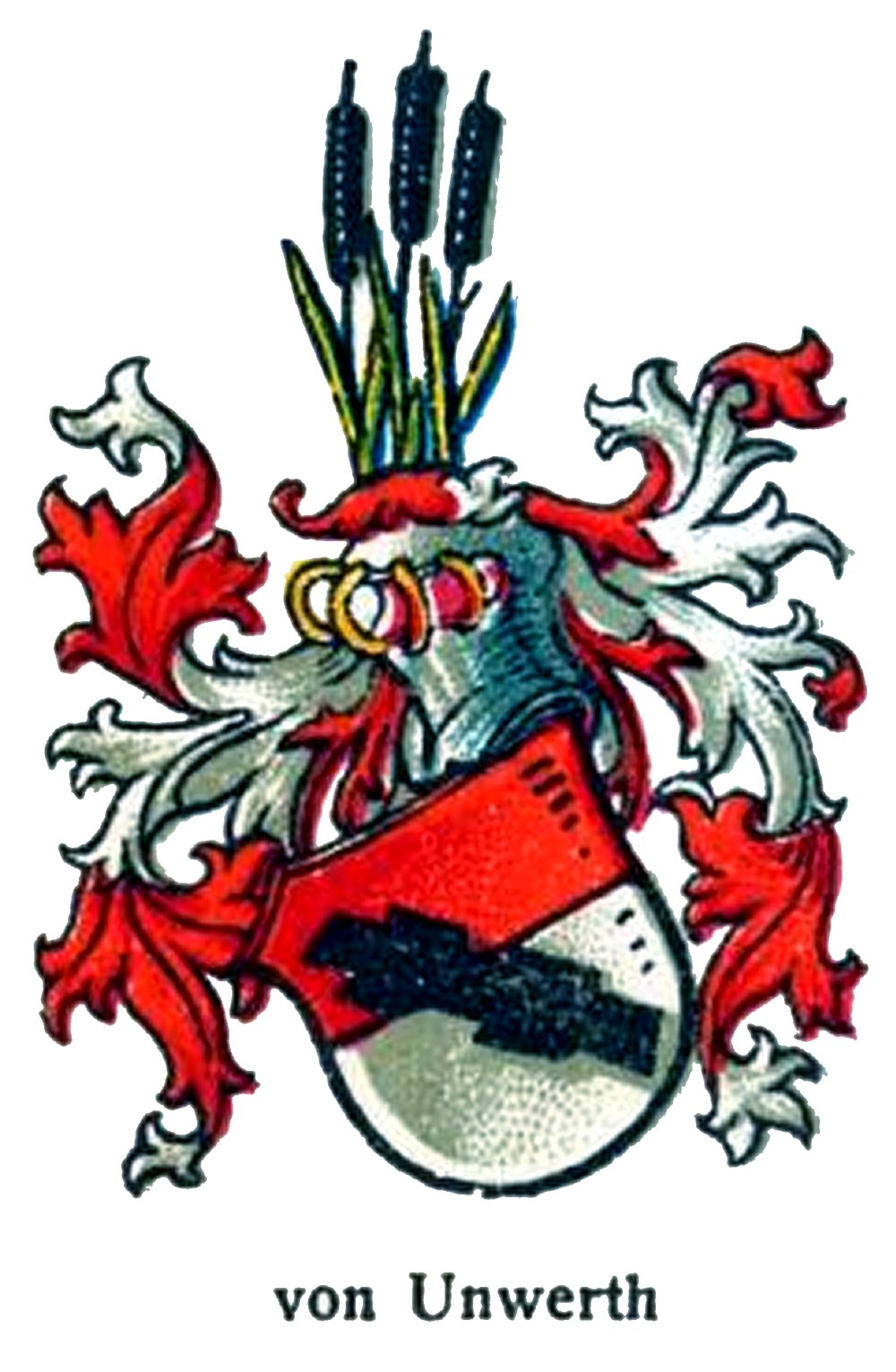
Stammwappen derer von Unwerth

Unwerth, auch Unwürth oder Unwürde ist der Name eines alten schlesischen Adelsgeschlechts, das 1702 in den böhmischen Freiherrenstand und 1764 in erbländischen-österreichischen Grafenstand erhoben wurde. Der gräfliche Zweig ist 1829 erloschen. Die Familie blüht gegenwärtig noch in einer untitulierten Linie. Die von Unwerth sind zu unterscheiden von den in der Oberlausitz begüterten Freiherren von Unwürde.

## Geschichte
Das Geschlecht war seit 1440 in Neuhaus im Fürstentum Neisse und 1481 in Olbersdorf im Fürstentum Münsterberg begütert. Durch die Heirat von Hans von Unwürde und Neuhaus († 1554) mit Anna von Stosch gelangte Siegroth bei Nimptsch im Fürstentum Brieg in den Besitz der Familie. Hans von Unwürdes Grabstein befindet sich in der Pfarrkirche von Siegroth. Weitere Grabsteine die aus einer Gruft auf dem Kirchhof von Siegroth stammten waren von Eva geb. Unwürde von Neuhaus († 10. Juni 1613), Ehefrau des Samuel von Stosch sowie Hedwig Unwürde von Neuhaus († 14. August 1611), Ehefrau des Hans von Korckwitz. 1614 erscheint als 1856 diente ein Hauptmann von Unwerth im 12. Infanterie-Regiment der königlich-preußischen Armee. Die Familie kam später von Schlesien aus auch nach Böhmen. 1702 erhielt Johann Karl von Unwerth den böhmischen Freiherrenstand.
Am 28. Juni 1764 wurde der k. k. Kämmerer Ignaz Joseph Freiherr von Unwerth, Herr der Fideikommissherrschaft Mnischek und Chrastitz, das er von seiner Mutter Maria Viktoria geb. Freiin von Engelfuß erbte, in den österreichischen Grafenstand erhoben mit dem Anspruch Hoch- und Wohlgeboren. Der Linie gehörten außerdem die Güter Obitz, Kidin und Hoschitz. Mit dessen vier Söhnen Johann Nepomuk, Wenzel, Joseph, Emanuel und Ignaz von Unwerth erlosch die gräfliche Linie am 29. April 1829. Nach einem Rechtsstreit wurden die Güter geteilt und Maria Anna Gräfin Pachta von Rájov, geb. von Stampach, und Maria Christine de Silva-Tarouca, geb. von Unwerth, die seit 1839 mit dem k. k. Kämmerer Georg Graf von Sylva-Tarouca († 1851) verheiratet war, zugesprochen. Deren Sohn, der k. k. Kämmerer Eugen Graf Sylva-Tarouca (* 1813), nahm in Folge am 1. März 1837 eine Namens- und Wappenvereinigung zu Sylva-Tarouca-Unwerth vor.

## Wappen
Blasonierung: Schild von Rot und Silber quergeteilt, mit einem schrägrechts liegenden, oben und unten abgesägten, schwarzen Baumstamm, an jedem Ende geastet. Kleinod: Auf der Krone nebeneinander drei links geneigte natürliche Rohrkolben. Helmdecken: In Rot-Silber.

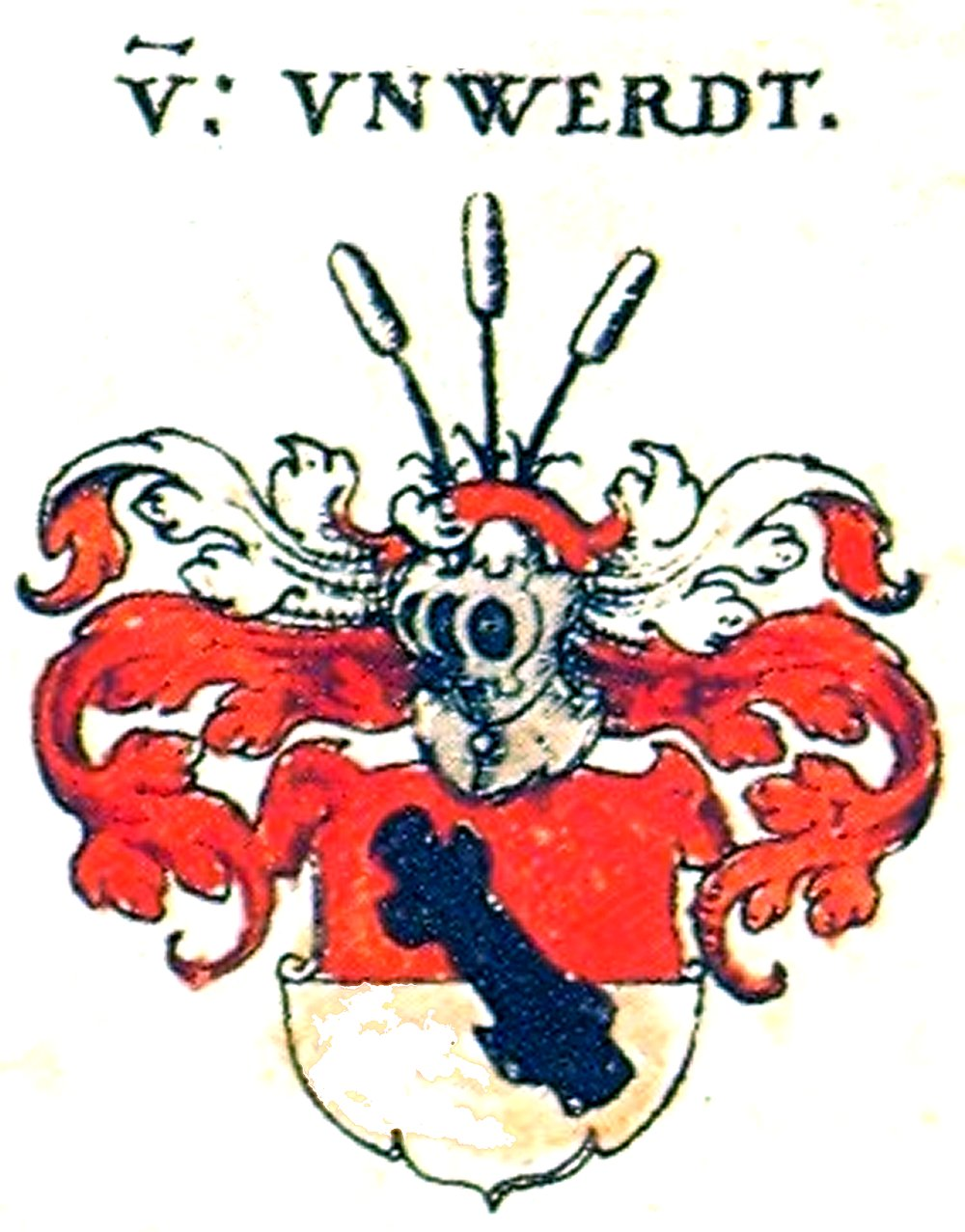
Stammwappen in Siebmachers Wappenbuch, 1605
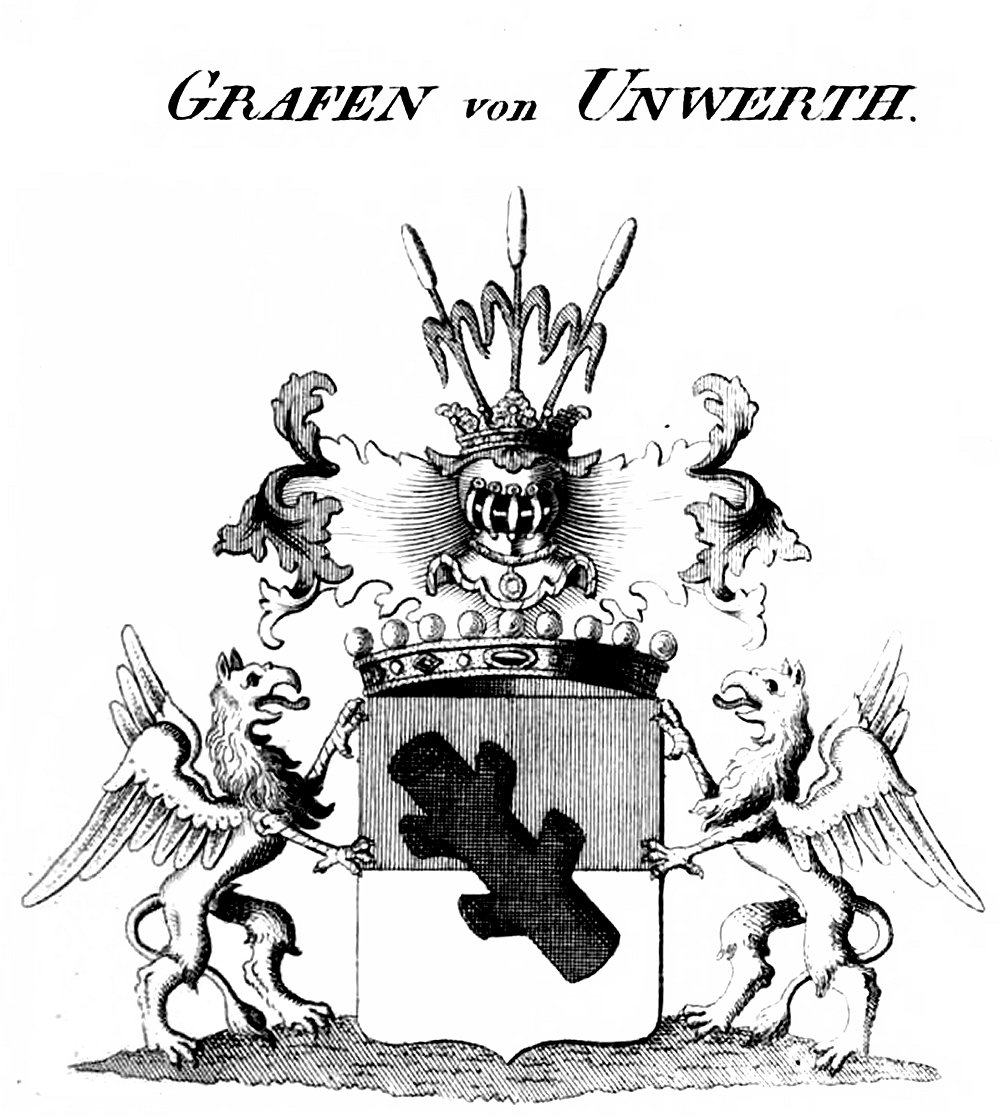
Wappen der Grafen von Unwerth bei Tyroff

## Persönlichkeiten
- Albert August von Unwerth (1804–1866), Mitglied der Frankfurter Nationalversammlung
- Ellen von Unwerth (* 1954), deutsche Fotografin
- Wolf von Unwerth (1886–1919), deutscher Sprachwissenschaftler